# Bank of America Plaza (Tampa)
O Bank of America Plaza é um arranha-céu de 42 andares de 175 m (577 ft) de altura, localizado no centro de Tampa, no estado da Flórida, e foi concluído em 1986. Superou o One Tampa City Center como o edifício mais alto de Tampa, até a conclusão de 100 North Tampa em 1992. A estrutura foi originalmente conhecida como Barnett Plaza. A estrutura contém cerca de 1.900 m² (20.000 sq ft) de espaço arrendável por piso com um total de 72.829 m² (783.930 sq ft) de espaço rentável.

## Acidente
Artigo principal: Acidente de avião em Tampa em 2002
Em 5 de janeiro de 2002, apenas quatro meses após o ataque terrorista de 11 de setembro de 2001, o piloto amador de 15 anos, Charles Bishop, roubou um avião Cessna 172 e o jogou contra o edifício do Bank of America no centro de Tampa. O piloto morreu, não houve outros ferimentos (porque o acidente ocorreu no sábado, quando poucas pessoas estavam no prédio). Uma nota de suicídio encontrada nos destroços expressou apoio a Osama bin Laden. Bishop estava tomando um remédio para acne chamado Accutane que pode ter tido o efeito colateral de depressão ou psicose grave. Sua família mais tarde processou Hoffman-La Roche, a empresa que faz Accutane, por US$ 70 milhões; no entanto, uma autópsia não encontrou vestígios da droga no sistema do adolescente.